# Rogner Bad Blumau

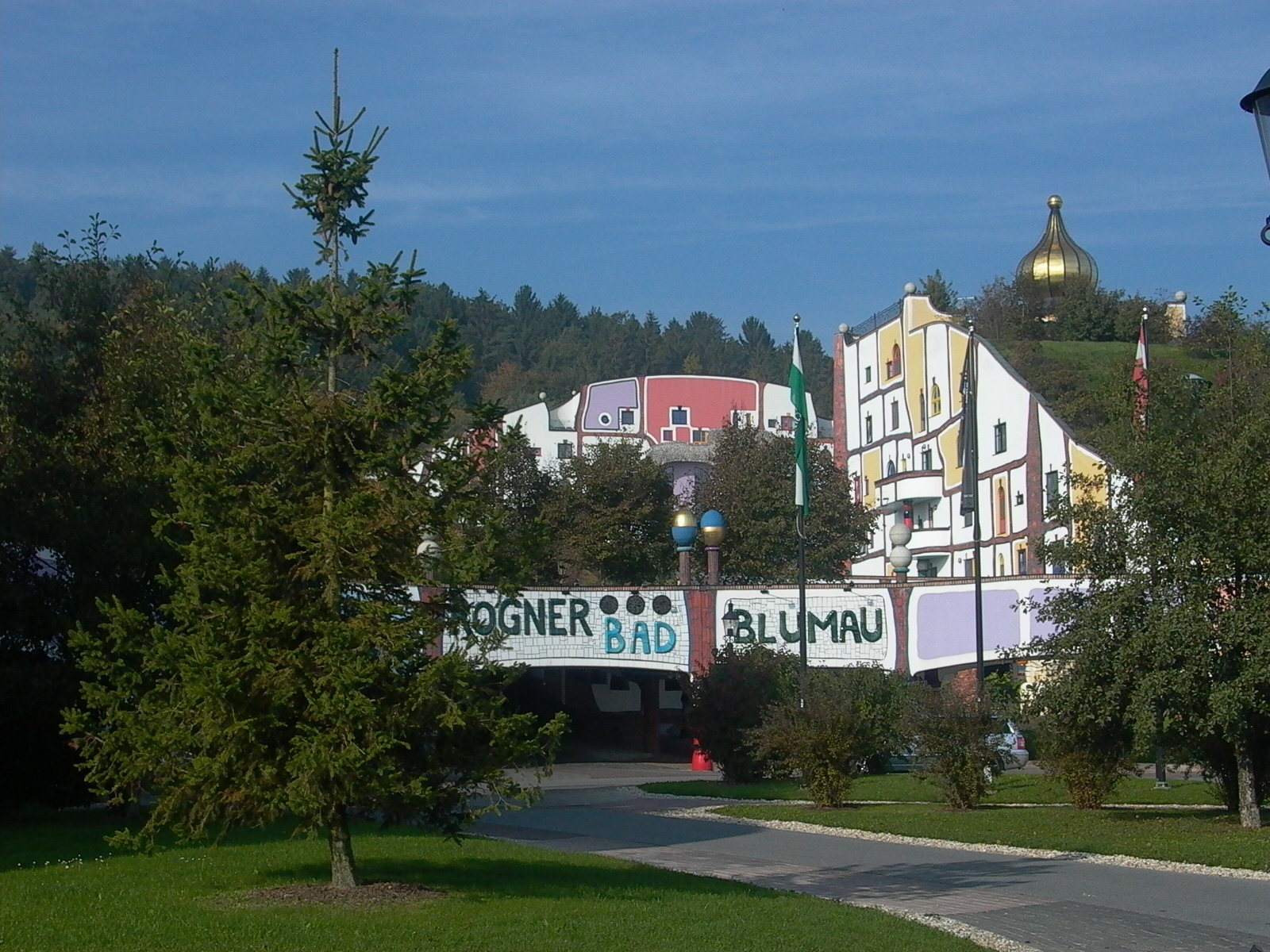
Huvudbyggnaden

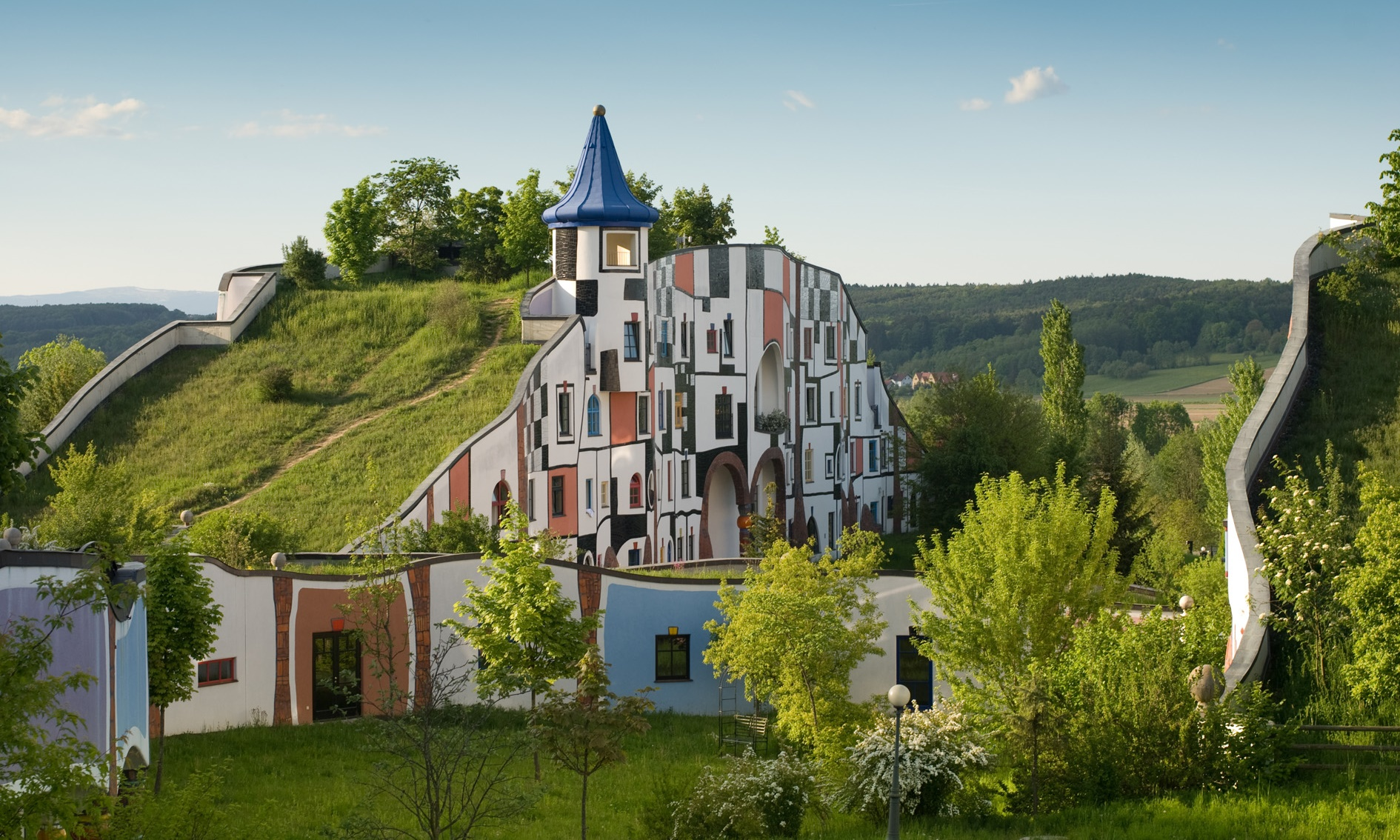
Ett av de större hotellhusen

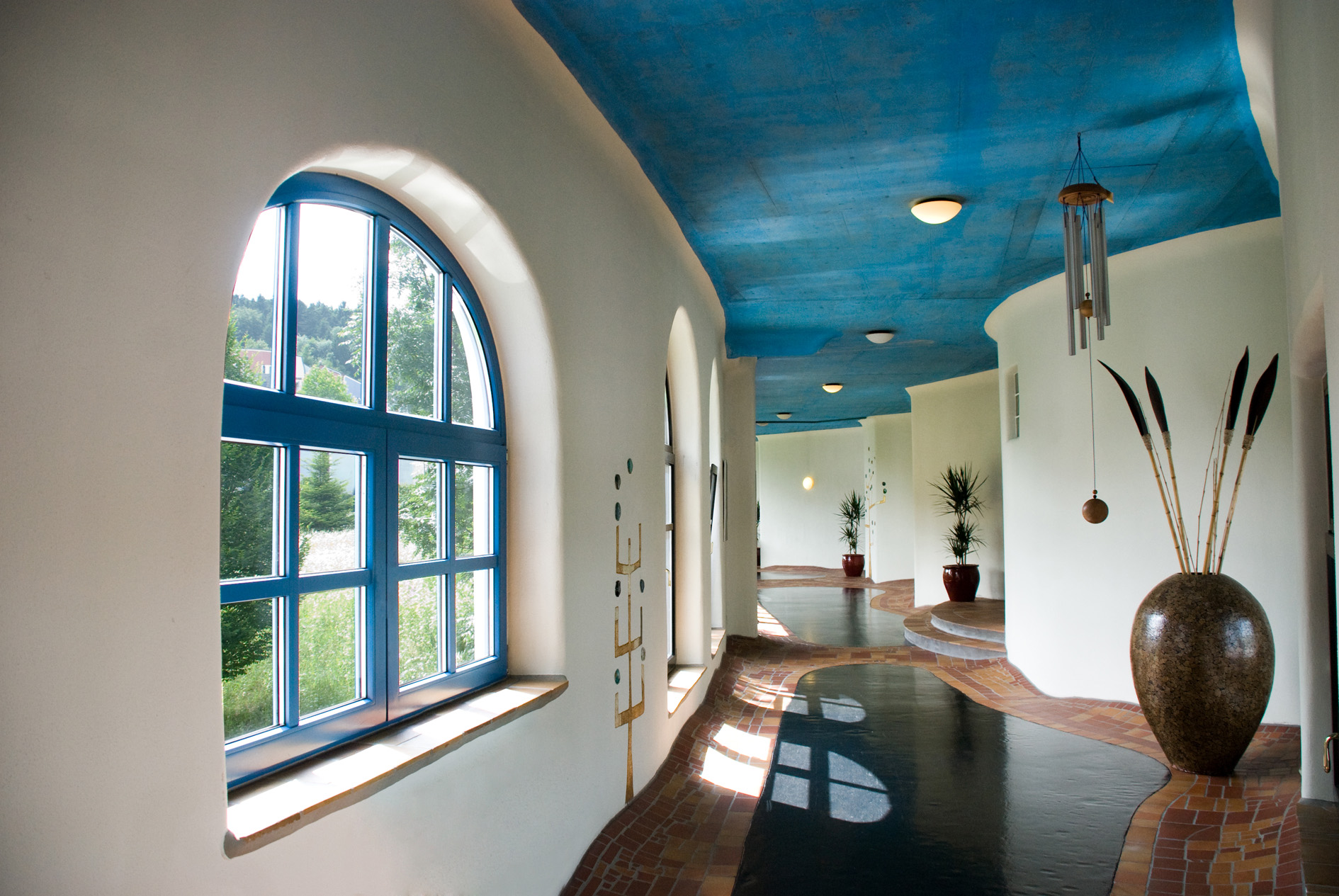
Sammanbindningsgång

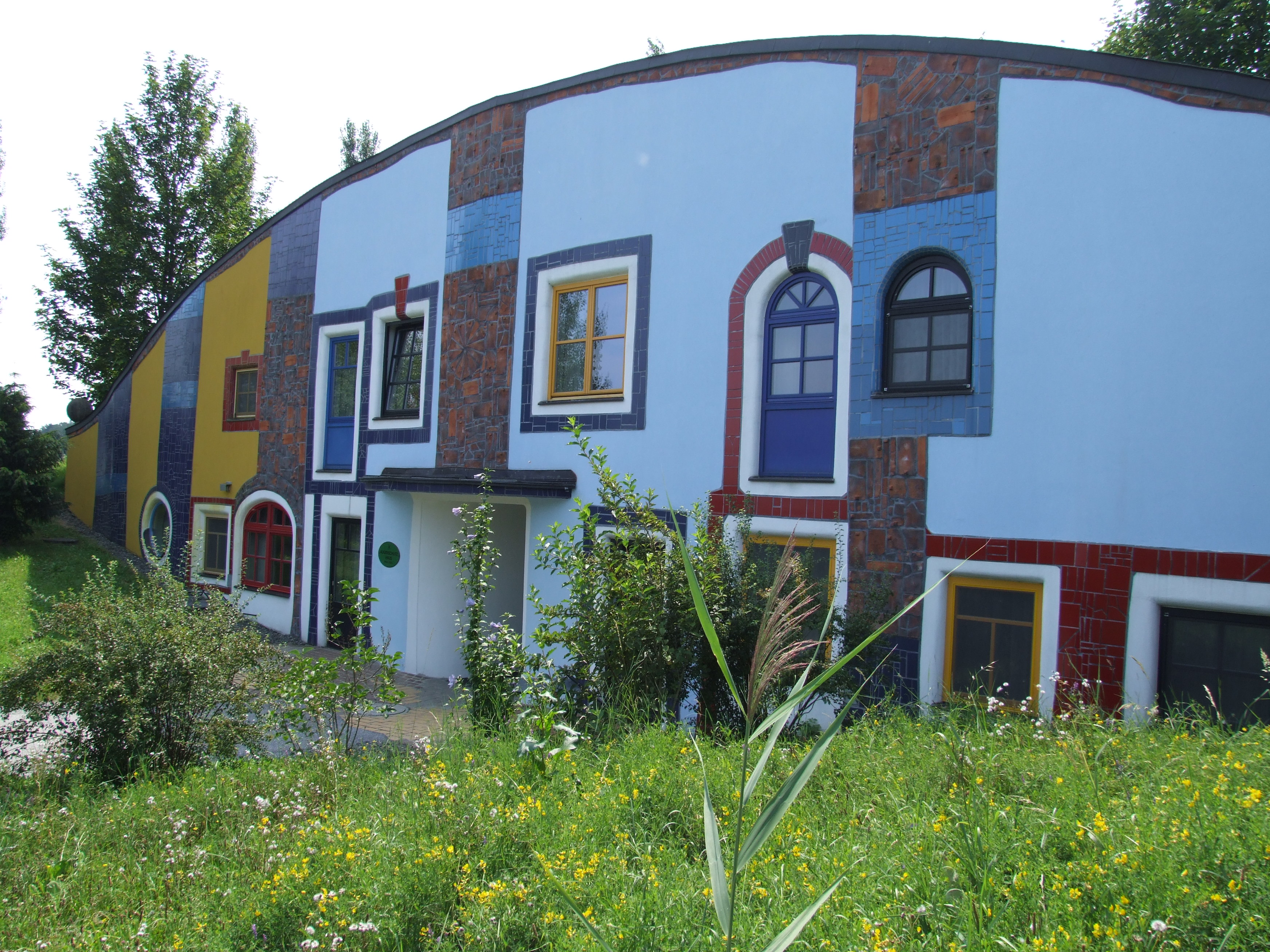
Ett av de mindre bostadshusen

Rogner Bad Blumau är ett spahotell i  Bad Blumau i Oststeiermark i Österrike.
Anläggningen har ritats av konstnären Friedensreich Hundertwasser. Den bygger på borrhål med varmvatten, vilka började borras 1978.
Ferieanläggningen i Bad Blumau var redan planerad, när hotellägaren Robert Rogner träffade Friedensreich Hundertwasser i januari 1992 och övertalade honom att medverka i projektet. Efter överarbetning enligt Hundertwassers organiska arkitektur med gräsklädda tak och fasader i regnbågens färger, påbörjades byggnationen på det 40 hektar stora området 1993. Anläggningen invigdes i maj 1997.